# Schwellen der Entmutigung
Als Schwellen der Entmutigung bezeichnet Niklas Luhmann  drei Unwahrscheinlichkeiten, die bei Kommunikation auftreten und sie erschweren. 

## Die Theorie der Unwahrscheinlichkeit der Kommunikation
1981 schrieb Luhmann Die Unwahrscheinlichkeit der Kommunikation und führt aus, dass Kommunikation unter einem kontra-phänomenalen Ansatz betrachtet werden muss, um neue Ergebnisse über sie zu erlangen. Er untersucht Kommunikation demnach als Problem und nicht als Phänomen.
Seine These ist, dass Kommunikation grundsätzlich unwahrscheinlich ist, da es drei Hindernisse (Unwahrscheinlichkeiten) gibt, die sich wechselseitig verstärken.
- Es ist unwahrscheinlich, dass der Empfänger versteht, was der Sender meint (da das Bewusstsein und das Gedächtnis des Empfängers einen kontextgebundenen Rahmen für das Verstehen von Botschaften bilden).
- Es ist unwahrscheinlich, dass Kommunikation mehr Personen als die in einer Situation anwesenden erreicht. Nur bei zeitlich und räumlich Anwesenden kann eine für die für Kommunikation ausreichende Aufmerksamkeit angenommen werden. Allerdings kann diese Aufmerksamkeit auch bei anwesenden Personen nicht vorausgesetzt werden, wenn sie entweder nicht kommunizieren wollen oder auch im selben Interaktionssystem etwas anderes tun, als der Kommunikation Aufmerksamkeit zu schenken.
- Auch wenn Kommunikation verstanden wird, ist es unwahrscheinlich, dass der Empfänger das annimmt, was der Sender intendiert hat. Erfolg bedeutet hierbei, dass das Kommunizierte als Prämissen des eigenen Handelns übernommen wird.

Luhmann sagt, dass diese drei Unwahrscheinlichkeiten zum Unterlassen von Kommunikation führen. Deshalb bezeichnet er sie als „Schwellen der Entmutigung“. Eine Lösung für eines dieser Probleme führt außerdem dazu, dass es schwieriger wird, Lösungen für die anderen beiden zu finden.